# Saropogon weissi
Saropogon weissi là một loài ruồi trong họ Asilidae. Saropogon weissi được Bezzi miêu tả năm 1911.